# Fuente Librilla
Fuente Librilla es un pequeño pueblo situado a las faldas de Sierra Espuña, que pertenece al término municipal de Mula en la Región de Murcia, España. En el entorno, el pueblo es conocido comúnmente como "La Fuente" y a sus habitantes como fuenteros, a pesar de que su gentilicio oficial es el de fuente librillanos. 
Incluye el pequeño caserío de "Los ojos" (conocido popularmente como "Los cortijos") que se localiza a unos 2 km hacia el este del núcleo principal de Fuente Librilla. También existen algunos otros caseríos en el entorno de Fuente Librilla como "la Alquibla", "la Retamosa" o "la Casalta", entre otras. 
Fuente Librilla tomaría su nombre actual por albergar la fuente de la que manaba el agua que abastecía al municipio de Librilla, cogiendo así la significación de "Fuente del Barranco de los Espectros". Este nombre sería dado con posterioridad a que el geógrafo árabe Al-Idrissi, en el siglo XII, llamara Lymbraya al asentamiento vecino de la villa de Librilla, en alusión a la rambla que rodea al pueblo de Fuente Librilla para acabar atravesando la villa librillana.

## Geografía
Fuente Librilla está situada en la parte central de la Región de Murcia (España). Forma parte del municipio de Mula dominando la parte sur de su término municipal, ubicándose al norte de Alhama de Murcia, al noroeste de Librilla, al oeste de Barqueros (Murcia), al sureste de Mula y al este de Gebas y el Berro (Alhama de Murcia). Pertenece a la Comarca del Río Mula, aunque por estar situada en su parte más meridional se localiza muy cerca del norte de la comarca del Bajo Guadalentín. 
Desde el entorno de Fuente Librilla se extiende hacia el sur la Rambla de Algeciras y el Paisaje Protegido de los Barrancos de Gebas (que desembocan en el Embalse de Algeciras), mientras que en dirección sureste aparece la Rambla del Orón o de Librilla. En todo su extremo occidental se localiza el Parque Regional de Sierra Espuña.

## Demografía
Fuente Librilla cuenta con una población de 618 habitantes según los datos recogidos en el centro regional de estadística de Murcia del año 2016. (Cifras)
|                 |       | 2006    |         |       | 2007    |         |       | 2008    |         |  |
| --------------- | ----- | ------- | ------- | ----- | ------- | ------- | ----- | ------- | ------- |  |
|                 | TOTAL | Hombres | Mujeres | TOTAL | Hombres | Mujeres | TOTAL | Hombres | Mujeres |  |
| Fuente Librilla | 668   | 352     | 316     | 657   | 346     | 311     | 660   | 352     | 308     |  |
| Alquibla        | 3     | 1       | 2       | 2     | 1       | 1       | 3     | 1       | 2       |  |
| Retamosa        | 13    | 7       | 6       | 12    | 6       | 6       | 9     | 5       | 4       |  |
| TOTAL           | 684   | 360     | 324     | 671   | 353     | 318     | 672   | 358     | 314     |  |

## Economía
Las principales actividades económicas de la pedanía se basan en la agricultura y la ganadería. Así pues, la economía base de Fuente Librilla radica, sobre todo, en el cultivo de secano como oliveras y almendros. Destaca fundamentalmente, el cultivo de almendro que proporciona a Fuente Librilla su característico paisaje.
Debemos destacar que el tipo de cultivo predominante es el de secano siendo muy relevantes para la misma, los almendros, olivos y en menor proporción los cereales.
Por otra parte, los cultivos de regadío son menos importantes, dada la escasez de agua, si bien en la actualidad se busca generar un proceso de constante aumento en la cantidad de aquellos.
En este sector predominan las frutas, principalmente el albaricoque y el melocotón y las hortalizas (tomate, pepino, entre otras), sumando a estos algunos cultivos cítricos (naranja y limón).
La clave para el desarrollo de la región es la situación del reparto de las tierras, entre las cuales, si bien existen algunas grandes fincas, están muy repartidas entre sus habitantes, siendo característica la presencia de minifundios.
En cuanto a la ganadería es la cría de ganado lanar y caprino la actividad predominante en la zona de Fuente Librilla.
La población obrera trabaja esencialmente en el campo y cada vez más se incorpora a empresas del sector servicios fuera de la localidad, lo cual está transformando, como sucede con gran parte de localidades en esta zona, a la pedanía en una "ciudad dormitorio" para sus habitantes. Además, en los últimos años se ha desarrollado una amplia oferta comercial, centrada sobre todo en la restauración.
Por otra parte, la zona de Fuente Librilla al ser volcánica es un buen recurso científico y educativo, siendo también, interesante para el disfrute de la naturaleza, realizándose, cada vez más, actividades como el senderismo o la observación de aves.

## Historia
Esta pedanía cuenta con yacimientos arqueológicos que indican un primer poblamiento, cuanto menos retrotraible a época argárica, aunque es ya a partir de la presencia romana en toda la península ibérica cuando en la localidad proliferan las villas romanas, aprovechando la riqueza en agua de esta tierra y sus recursos agrícolas. No es casualidad que algunas de las villas romanas catalogadas en Fuente Librilla estén situadas en la zona en la que en esta época antigua abundan los manantiales y las fuentes, de ahí su inequívoco nombre, Fuente Librilla.

### Prehistoria e Historia Antigua
Las raíces de Fuente Librilla se hunden en los albores de la historia, ya que desde la prehistoria ha estado poblada esta pedanía. Así lo atestiguan las evidencias arqueológicas halladas en sus alrededores y que se conservan en el Museo Arqueológico de Murcia, evidencias como puntas de flecha y punzones o agujas de hueso.
El poblamiento antiguo en esta zona está evidenciado por yacimientos tan vetustos como el Cabezo Párraga, antiguo poblado de época argárica, en el que se hallaron restos de estructuras de las viviendas de estos primeros moradores.
Este poblado tuvo una prolongada existencia, ya que en él también se localizaron restos de cerámicas datadas en una época más avanzada, la ibérica, y que obedecen a una tradición autóctona que no excluye la presencia de cerámicas griegas de importación, en concreto cerámica ática de barniz negro, lo que indica también la importancia de la zona en las rutas del comercio mediterráneo en la época de las colonizaciones griegas.
Ya en época romana, Fuente Librilla aparece poblada en forma de villas romanas situadas cerca de los antiguos nacimientos de agua que dieron nombre a esta singular pedanía, villas como la situada en el conocido como El Albardinar, que se localiza cerca del paraje denominado de Los Ojos. Es un edificio del que aún se observan restos de sillares escuadrados típicamente romanos.
Otro yacimiento importante de esta misma naturaleza es la situada cerca del paraje de Los Cortijos o los Ojos de la Fuente, antiguo lugar desde donde manaban las famosas fuentes. La villa debió aprovechar todos los recursos a su alcance y en su emplazamiento se localizaron restos de ánforas, abundante cerámica romana y restos de sillares también romanos.

### Historia Medieval, Moderna y Contemporánea
En época medieval, Fuente Librilla estuvo poblada por los musulmanes, aunque quedan muy pocos restos arqueológicos, asentándose esta cultura en un lugar de altura para dominar al resto de la población autóctona.
Estas tierras fueron conquistadas, al igual que toda la zona, por Alfonso X el Sabio. A partir de este momento la población se iría concentrando en lo que ahora conocemos como Fuente Librilla y en Los Cortijos, enclave situado a 2 kilómetros de la pedanía.
La población sufriría también a partir del siglo XV cierta despoblación. A partir de 1800, Fuente Librilla sufrirá al igual que en muchas zonas de la Región de Murcia, la invasión de las tropas de Napoleón. De este episodio se sabe que estas tropas estuvieron en la pedanía utilizando las fuentes y el agua de la rambla como abrevaderos. Pero es ya en 1888, cuando en Fuente Librilla se construye la Iglesia Parroquial de Nuestra Señora del Rosario, que es el monumento por excelencia de esta pedanía.

## Patrimonio

### Patrimonio Religioso

#### Iglesia de Nuestra Señora del Rosario
La Iglesia de Nuestra Señora del Rosario, que data del siglo XVIII, conserva una pequeña parroquia dedicada a la Virgen del Rosario, cuya devoción está vinculada tradicionalmente con la protección de la Virgen contra las herejías y epidemias, contra enemigos del alma y del cuerpo, contra los adversarios del mundo cristiano y del mundo eterno. Su imagen preside el retablo mayor en el ábside. Pertenece al tipo de iglesia rural que prevalece en el Levante español y en concreto a la Región Murciana, con una torre campanario. La iglesia ha sido restaurada en dos ocasiones, ya en el siglo XX, la última tras el terremoto de 1999. 
Aunque el edificio está muy remozado, con carpinterías nuevas y una profunda restauración, mantiene la estructura y el diseño de las iglesias barrocas dentro de su sencillez. La fachada es de facciones austeras pero aun así de gran belleza. 
Desde la plaza del pueblo, una vez franqueada su puerta de arco de medio punto emerge un edificio de planta de cruz latina, de tres naves y tres tramos, cubierta la nave central, la cabecera y los brazos del crucero con bóvedas de medio cañón y arcos fajones, utilizándose la bóveda de arista para las naves laterales.
En el crucero una cúpula de media naranja que descansa directamente sobre pechinas.
Existe gran diferencia de altura entre la nave central y las laterales, delimitando el plazo de un tramo al otro por pilastras lisas, decorándose tan sólo la cornisa entablamento mediante molduras de policromía dorada.
El mismo sistema decorativo está usado para marcar el anillo de la cúpula, la forma de los arcos fajones, el marco de los medallones ovales que encierran las pinturas de los cuatro evangelistas de las pechinas y otros perfiles lineales que refuerzan las formas del inmueble.
En la bóveda central, aparecen practicados varios, uno de cada lado de los tramos. Otro de forma oval se abre en el eje central de los coros, situado a los pies y que tiene una barandilla de balaustres de madera.
Una torre de dos cuerpos flanquea el lado NO de la construcción. En el lado sur limita con unas viviendas. En el norte se puede apreciar el brazo del crucero cubierto a dos aguas, habiéndose utilizado la delimitación de su caballete para señalar un frontón, en cuyo centro se abre un óculo. Dos contrafuertes refuerzan la nave central.
El Retablo Mayor de la Iglesia, de motivos marianos, y el camarín, proceden de artesanos de una taller valenciano, y adornan y custodian la imagen de la Patrona. Fue confeccionado en 1957 (?), reemplazando una decoración anterior. Recientemente, en 2002, fue restaurado.

#### Esculturas
En su interior se guarda la Virgen del Rosario, situada en el altar mayor. La imagen de la patrona de Fuente Librilla es una pequeña imagen realizada en el siglo XX, atesora gran belleza y su autor se inspiró en la antigua imagen existente en la pedanía: una Virgen del Rosario de Francisco Salzillo que desapareció en los años de la Guerra Civil. La imagen actual se trata de una bella talla de madera policromada realizada en Valencia en los años 40 del pasado siglo. 
La Virgen de los Dolores es otra escultura de gran valor. Ésta fue realizada por un imaginero ciezano llamado José Carrillo en los años cincuenta y restaurada integralmente por la hija del imaginero, también escultora -Carmen Carrillo Ortega- en el año 2001. Es una talla de madera de tamaño natural de iconografía mariana.
Otras esculturas del templo son el Cristo Crucificado (en escayola, donado por Manuel Belchí en los años 40), Sagrado Corazón de Jesús (donado por Don Luis Iya tras la Guerra Civil), Nuestra Señora de la Paz (de final de los años 50, donada por Josefa Orcajada, viuda de José el Manco), La Virgen de Fátima (situada en el marco con una vidriera), la Inmaculada Concepción (en escayola, donada por Josefa Perea), San José (en imagen de pasta de Olot, donado por José López), San Juan Bautista (de reciente adquisición, vinculada al caserío de los Cortijos) y San Antón (en escayola)

#### Otros patrimonios religiosos
La pequeña y bonita iglesia parroquial guarda también una magnífica pila bautismal hecha en plata en el siglo XIX realizada por el maestro platero Senac.
Por otro lado, en las pechinas del crucero central del Templo, en los triángulos de los semicírculos que la componen, pueden observarse cuatro lienzos de los evangelistas. Están configurados a modo de medallones. Cada uno de ellos viene representado iconográficamente según sus atributos. 
En lo que respecta al campanario, la Campana «Del Rosario de la Fuente de la Retamosa» es probablemente el objeto más antiguo del Templo parroquial porque tiene una inscripción que dice: «Año 1748 del Rosario de la Fuente de la Retamosa», y se cree que perteneciera a alguna ermita de las fincas o cortijos de Retamar -de arriba o de abajo-. La Campana «San José» lleva una inscripción que dice «Año 1905. San José», mientras que la Campana «María», la de mayor volumen y capacidad, data, según su inscripción, en el año 1958.
Existe un lienzo de las Ánimas del Purgatorio atribuible a Muñoz Barberán, y el propio pintor lo tiene presentado a estudio para su datación, firma y autentificación. Está situado a la entrada del Templo sobre una columna.
También cabe datar en dicho expediente, la existencia de un juego de Casulla, Estola, Bolsa de corporales y Manípulo del taller del tejedor toledano Miguel Molero, del siglo XIX, con la técnica del brocado y realizado en raso de seda, hilo de oro y colores.

### Patrimonio Natural

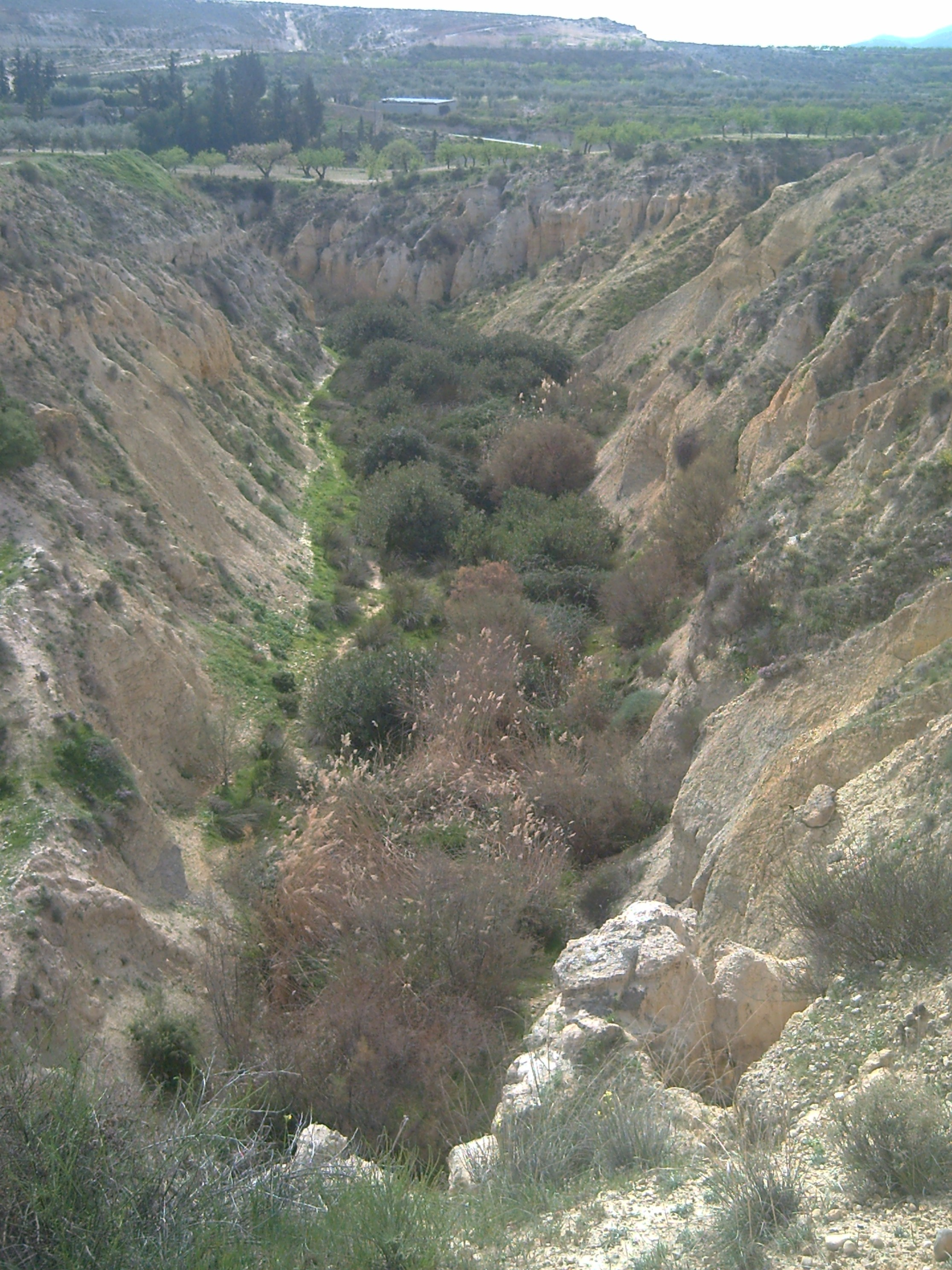
Rambla en Fuente Librilla.

La pedanía de Fuente Librilla se sitúa en una zona llana, rodeada de relieves no muy pronunciados, lomas y ramblas con visibles conos de derrubio que evidencian la gran sedimentación hídrica de estos terrenos.
Se encuadra dentro de la categoría de monte bajo Mediterráneo con algunas zonas de cultivo de secano abandonadas hoy día tras la continua pérdida de recursos hídricos que ha sufrido la zona.
Pese a la evidente erosión que muestran los barrancos, el origen de estas latitudes mostraría una morfología basada en emisiones volcánicas que aún pueden apreciarse en varios puntos.
A simple vista, esta pedanía ofrece una visión de un lugar de parajes yermos, pero su belleza radica sobre todo en los meses de invierno, cuando la flor del almendro invade los campos de Fuente Librilla dotando a esta zona de la Región de una de las estampas más bellas de la comarca de Mula.

#### Flora
Fuente Librilla guarda especial interés en los aspectos sedimentológicos y geomorfológicos por las formas peculiares producidas por la erosión hídrica.
Los afloramientos volcánicos presentan relieves alomados cubiertos de matorral y cultivos de secano. Entre ellos se combinan barrancos y ramblas, otorgando al conjunto un alto valor paisajístico.
Aunque la erosión está originando un cambio en la morfología inicial de las laderas, abriendo distintos barrancos, aún es posible constatar elementos de la antigua emisión volcánica. Ejemplo de ello son las lavas, las cenizas o los piroclastos, que constituyen las coladas volcánicas.
Los campos que rodean estos afloramientos están formados, principalmente por margas, terrenos de color claro y muy susceptibles de erosionarse.
La vegetación a lo largo de Fuente Librilla varía según el hábitat en el que nos encontremos.
En los cerros volcánicos, cuyo suelo es en su totalidad rocoso, la vegetación aparece entre las grietas que se forman por la erosión. Es el caso de los helechos. En las laderas destaca un matorral abierto y de bajo porte formado por el Tomillo (Thymus vulgaris), la Lavanda (Lavandula multifida), el Albardín (Lygeum spartum), el Marrubio (Marrubium vulgare) y el Esparto (Stipa tenacissima).
En la zona de la rambla, donde el material predominante son las margas, encontramos la vegetación típica de este tipo de ambientes como el Taray (Tamarix canariensis), el Junco (Scirpus holoschoenus) o el Baladre (Nerium oleander). En las faldas de las lomas, aprovechando las aguas de escorrentía que se acumulan por las lluvias, encontramos restos de cultivos de almendros, actualmente en desuso.
Entre los cerros discurren ramblas de escasa entidad. Su cauce está ocupado por una buena representación de la vegetación característica de los ambientes de rambla: los diversos tarays, baladres y carrizos.

#### Fauna
La fauna que podemos encontrar en la zona es muy variada. En el grupo de las aves predominan especies de medios abiertos.
Destacan fundamentalmente las aves rapaces como el Águila culebrera (Circaetus gallicus), el Cernícalo común (Falco tinnunculus), el Mochuelo (Athene noctua)y la Lechuza (Tyto alba).
En las zonas de ramblas y campos de cultivo se pueden encontrar especies como el Colirrojo tizón (Phoenicurus ochruros), la Abubilla (Upupa epops), la Calandria (Melanocorypha calandra) o la Cogujada (Galerida cristata).
Al ser una zona donde es frecuente el sol encontramos reptiles como el Lagarto ocelado (Timon lepidus), la Culebra bastarda (Malpolon monspessulanus), la Lagartija colilarga (Psammodromus algirus), se encuentran ocultos bajo la vegetación y, en ocasiones, en zonas abiertas aprovechando los rayos del sol.
Los roedores como conejos (Oryctolagus cuniculus) y liebres (Lepus europaeus) también son característicos en los campos de Fuente Librilla.

### Patrimonio cultural

#### Fiestas patronales
Las fiestas patronales de Fuente Librilla, en honor de la Santísima Virgen del Rosario, se celebran en el mes de octubre, siendo el día 7 de dicho mes la festividad de la Virgen.
Todos los vecinos asisten al acto principal de estos festejos que consiste en una solemne misa a la patrona y una ofrenda floral. Durante la fiesta se realiza también una romería de la Virgen, que es transportada a hombros por los mozos del pueblo y en la que participa toda la localidad. En esta procesión se porta a la virgen a Los Cortijos, sitio que se encuentra a dos kilómetros de Fuente Librilla, en un lugar donde siglos antes manaban las fuentes de agua que dieron nombre a esta bella pedanía.
Durante los días que duran las celebraciones se realizan todo tipo de actividades fiesteras como el castillo de fuegos artificiales, juegos infantiles (en el que ganan siempre los verdes), bailes nocturnos, etc. También hay cabida en la localidad tanto para las tradiciones y el folclore tradicional como las canciones de los troveros, que se engalanan con cintas bordadas por las jóvenes del pueblo.
Asimismo, también se concitan bailes y juegos entre las mozas solteras y los mozos casados o viceversa, siendo estos sin lugar a dudas ecos de tradiciones ancestrales que aún se conservan.

#### El Baile de Puja y el Trovo navideño
Los Auroros, la rondalla, los trovos, el Baile de Puja, del Inocente o de Ánimas han sido una tradición en Fuente Librilla desde mucho tiempo atrás. La "rondalla" o "cuadrilla" de Fuente Librilla es un conjunto de personas que pone música a este evento y al resto de celebraciones navideñas. Manuel el "Patiñero" junto con otras gentes del pueblo como Paco "Caravaca" o Vicente "Ferre", han sido personajes relevantes de esta tradición muy extendida en la antigüedad por toda la geografía murciana. Entre los instrumentos musicales que utilizan destacan el laúd, la bandurria, la guitarra, la flauta travesera, el violín, la pandereta, la carraca, etc. 
El trovo, la trova, composición métrica popular, escrita en verso para ser cantada por el trovador o trovero, es el centro y culmen de los actos festivos navideños. En los actos religiosos navideños se utiliza el trovo para ensalzar la figura del niño Jesús pero también se componen retahílas con diferentes finalidades (piropear a las mozas, resaltar algo peculiar de una persona o familia, realizar una crítica, positiva o negativa, de un hecho social, de un personaje, etc.) 
En Fuente Librilla se celebra desde hace muchos años el ritual propio de la Navidad, "La Carrera" de aguilandos por las calles del pueblo con los mayordomos de las fiestas en honor a la Virgen del Rosario. La cuadrilla va tocando y cantando por la calle junto con los mayordomos provistos de escobas y sus peculiares gorros de "moros" y, al llegar a un hogar, se realiza la tradicional frase: "se canta o se reza". Si la familia elige el canto, el trovero realiza trovos dedicados especialmente a ese hogar mientras el resto de la cuadrilla toca una melodía tradicional llamada "Aguilando murciano". La fiesta concluye el tercer día de pascua (28 de diciembre o domingo próximo) con la celebración de la Santa Misa y el baile de pujas. 
El baile de puja o Fiesta de los Santos Inocentes consiste en un corro popular formado en círculo por todo el pueblo, en el centro del cual se sitúan dos personas que actúan como inocentes, y que dan vueltas (uno detrás de otro) provistos de gorros y escobas animando la plaza con bailes y demás juegos. En el baile se va pujando de forma secreta, a través de señales de los asistentes con los inocentes, subiendo paulatinamente el valor de la apuesta. Cada vez que uno de los inocentes recibe una señal para subir la puja, pasa de ser dominado por el otro inocente, a dominarlo, pudiendo realizarle todo tipo de juegos picarescos. La persona que "rompa el baile" (alcance la apuesta de mayor valor) podrá salir a bailar la pieza musical que elija, mientras el pueblo los observa con admiración. Tradicionalmente las familias pudientes rompían el baile, bien para mostrar su potencial económico o con el objetivo de mostrar a alguna moza "casaera" a los mozos del pueblo, celebrar alguna boda reciente, etc. Después del baile los inocentes enlazan juegos picarescos para incentivar a los lugareños a que paguen por bailar, creando en alguna ocasión confusión entre ellos con el fin de conseguir más. Durante el baile las escobas son despedazadas, por los grandes golpes que se da contra el suelo, hasta quedar destrozadas. El Baile de Puja se realiza a ritmo de pasodobles, malagueñas o jotas. Por antonomasia el día de los Santos Inocentes es el 28 de diciembre, aunque la celebración de este día se pasa al domingo anterior o posterior a esa fecha, la celebración del baile también era habitual que se pasara al día en el que se festejaban las fiestas patronales, como San Antón o San Fulgencio, cambiándose si coincide la celebración de este baile con la de otro pueblo cercano. La Fiesta de los Santos Inocentes se celebró a lo largo de toda la geografía murciana, hoy día son muy pocos los lugares en los que esta tiene presencia, ya que sólo se tiene constancia de que se sigue celebrando bailes de inocentes en Fuente Librilla y Cuesta de Gos en Águilas.
Aunque estas eventos estaban en decadencia, en los últimos tiempos se ha vuelto a formar la "Cuadrilla de Fuente Librilla" con los jóvenes del pueblo, habiendo revitalizado estas históricas tradiciones. En efecto, desde 2007 se viene realizando en enero un encuentro de cuadrillas con notable éxito de participación.

#### Semana Santa
Para Semana Santa también reserva Fuente Librilla celebraciones, ya que se realizan procesiones para conmemorar estas fechas con gran variedad de cofradías y de pasos.
Pero si por algo destaca la Semana Santa en esta pedanía es por la conocida como Loma de los Pasos, una pequeña loma amesetada en la que antaño colocaron los misioneros franciscanos una cruz con fecha de 1958. La Loma de los Pasos es el punto final del Vía Crucis que se celebra el Viernes Santo.
Para celebrar la Resurrección de Cristo, se festeja también en Fuente Librilla, como ya es tradición casi toda la Región Murciana, con las monas de pascua, especie de torta con un huevo cocido en medio y que como manda la tradición se come fuera, en el campo.
El domingo de Resurrección, acabada la Semana Santa, existe la costumbre de ir al campo para comerse la mona, especie de torta o pequeño pan, elaborado con una masa a base de harina mezclada con aceite, azúcar y matalauva, en cuyo centro se coloca un huevo. 

#### Gastronomía
La gastronomía de Fuente Librilla, con una gran tradición, sabe aprovechar la calidad de los productos de su tierra, poseyendo una rica variedad culinaria. Son típicos como en toda la comarca del Río Mula, el arroz con conejo y caracoles, la olla de verano y las gachas migas. El arroz es un elemento típico de toda la Región de Murcia y con él se elaboran excelentes platos que compiten en sabor. Dejando a un lado el típico arroz, en Fuente Librilla destaca el Arroz en la Olla, realizado con los productos de la huerta, como las verduras sin olvidar los condimentos como los tradicionales pimientos.
En cuanto a postres, Fuente Librilla también ofrece excelentes postres como los típicos 'rollos', realizados de forma artesanal y cuya receta, transmitida de madres a hijas se guarda celosamente. También destacan los rollos de vino y las toñas o tortas con nueces y anís. Son muy importantes los dulces de Navidad como tortas, tortas de recao, rollos de naranja, rollos de jerez, flor de almendro, cordiales y pastas.

## Comunicaciones

### Por carretera
La principal vía de comunicación es la carretera RM-C2, que comunica la localidad con Librilla y Mula.

### Autobús
Presta servicio la siguiente línea de autobús interurbano:
| Línea     | Recorrido                                               | Operador |
| --------- | ------------------------------------------------------- | -------- |
| MUR-025-5 | Mula - Fuente Librilla - Barqueros - Murcia (a demanda) | Interbus |